# Jonas Burgert

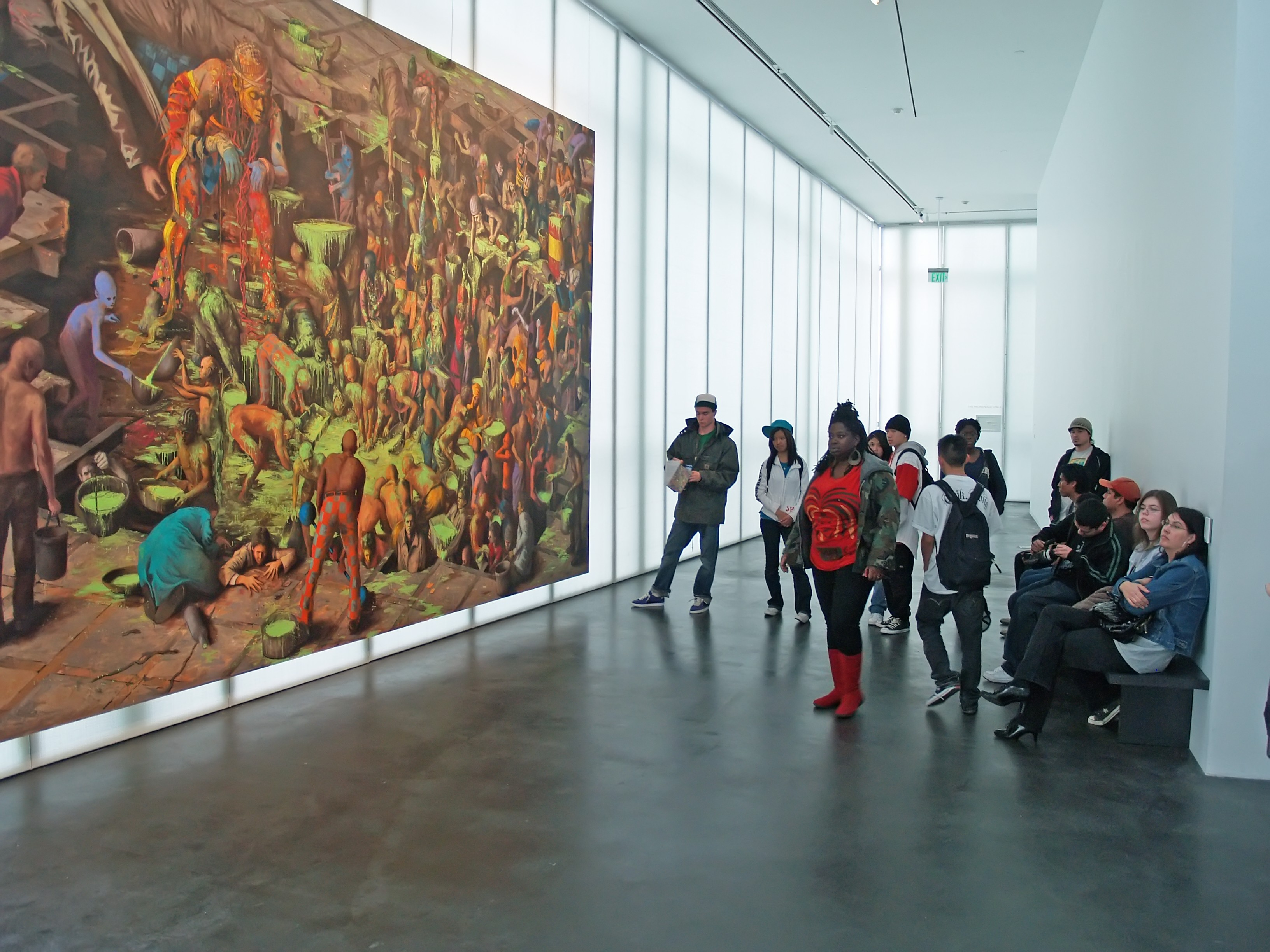
Besökare framför Burgerts målning Zweiter Tag nichts på Museum of contemporary art i Denver, februari 2009

Jonas Burgert, född 1969 i Västberlin, är en tysk målare. Han är utbildad vid Akademie der Künste och verksam i Berlin. Hans målningar kännetecknas av teatraliska kompositioner, inslag av neonfärger och ett myller av figurer, realistiska såväl som fantastiska. Enligt Burgert utgår han från människans behov av en verklighet bortom den fysiska. Utförandet bär spår av såväl renässansmåleri och tidigt nederländskt måleri som populärkultur och modern fantastik.
Han representeras av Produzentengalerie i Hamburg och Blain southern i London och Berlin.